# تيموثي سميث (لاعب كريكت)
تيموثي سميث (21 يناير 1983 بشفيلد في المملكة المتحدة - ) (بالإنجليزية: Timothy Smith)‏ هو لاعب كريكت بريطاني. لعب مع Oxfordshire County Cricket Club ‏.

## وصلات خارجية
- تيموثي سميث على موقع إي آس بي آن كريك إنفو (الإنجليزية)